# معركة ينبع
معركة ينبع أو الاستيلاء على ينبع (بالإنجليزية: Capture of Yanbu)‏، هي المعركة التي قاد القوات البريطانية وحلفائهم من الثوار العرب ضد الحكم العثماني في مدينة ينبع التابعة لولاية الحجاز العثمانية، وفي تاريخ 18 يناير 1917م، خسرت الدولة العثمانية مدينة ينبع، وتم ضمها لمملكة الحجاز.

## مصدر
- David Murphy (2008). The Arab Revolt 1916-18: Lawrence Sets Arabia Ablaze. Osprey Publishing. ISBN:978-1-84603-339-1. مؤرشف من الأصل في 2014-07-04. اطلع عليه بتاريخ 2013-09-30.